# Nestore, l'ultima corsa
Pour plus de détails, voir Fiche technique et Distribution.
Nestore, l'ultima corsa est un film dramatique franco-italien réalisé par Alberto Sordi et sorti en 1994.

## Synopsis
Gaetano Bernardini est un vieux cocher qui a passé sa vie dans les rues de Rome avec son cheval Nestore, qui commence cependant à avoir des difficultés à tracter la carriole. Lorsque, de la Piazza del Popolo, Nestore ne parvient pas à amener deux touristes à la colline du Pincio en bloquant la circulation, l'avide Otello, propriétaire du cheval et de la carriole, décide de les vendre à Cinecittà. Gaetano doit alors emmener Nestore à l'abattoir pour la « dernière fois ».
Mais Gaetano n'a pas le courage de laisser mourir celui qu'il considère désormais comme un ami et, avec l'aide de son neveu Ferruccio, il cherche un endroit où le garder. En errant dans Rome, Gaetano trouve un vieil ami qui semble disposé à placer le cheval dans l'agritourisme qu'il gère à l'extérieur de la ville, mais cela conduit bientôt à une dispute entre la femme et son gendre, le véritable propriétaire de la propriété, ce qui oblige Gaetano à reprendre Nestore.
Alors qu'il cherche un foyer pour le cheval, des gitans le lui volent ; Gaetano se rend alors au commissariat : heureusement, les choses s'éclaircissent et la police retrouve le cheval dans le campement des gitans, qui voulaient en faire des saucisses.
Gaetano tente alors de le placer dans le garage de sa fille Iris, mais il doit bientôt l'en retirer, car son compagnon revient avec une luxueuse Lamborghini, de provenance douteuse.
Sur la suggestion de son neveu, il se rend à l'hospice qui doit l'accueillir, en demandant que le cheval soit gardé dans leur jardin. Mais les religieuses, à leur insu, emmènent le cheval à l'abattoir une nuit. Réveillé par Ferruccio, Gaetano court à l'abattoir avec son neveu pour essayer de sauver Nestore, mais il est trop tard.
Dépité et abattu, Gaetano retourne auprès de son neveu. Sur la route déserte, tous deux ont l'impression d'entendre les pas de Nestor suivis de ses hennissements : ils se retournent, mais se rendent compte que ce n'était qu'une impression.

## Fiche technique
- Titre original italien : Nestore, l'ultima corsa[1]
- Réalisateur : Alberto Sordi
- Scénario : Alberto Sordi, Rodolfo Sonego
- Photographie : Armando Nannuzzi, Enrico Appetito
- Montage : Tatiana Casini (it), Mario Cinotti, Rosalba Giacobbe
- Musique : Piero Piccioni
- Effets spéciaux : Giovanni Corridori
- Décors : Marco Dentici (it)
- Costumes : Paola Marchesin (it)
- Société de production : Aurelia Cinematografica (Rome), Sacha Film Company (Rome), Florida Movies (Paris) en collaboration avec Silvio Berlusconi Communications.
- Pays de production :  Italie -  France
- Langue originale : italien
- Format : Couleurs - son Dolby
- Durée : 105 minutes
- Genre : Drame
- Dates de sortie :
  - Italie : 18 février 1994

## Distribution
- Alberto Sordi : Gaetano Bernardini, le cocher
- Eros Pagni : Otello le Marchigiano
- Matteo Ripaldi : Ferruccio, le neveu de Gaetano
- Cinzia Cannarozzo : Iris Bernardini, la fille de Gaetano
- Tatiana Farnese : Cesarina
- Fabio Galli : Cesare, le compagnon d'Iris
- Simona Caparrini : Wilma
- Rosa Pianeta Samanta
- Paki Valente : Roberto
- Vanessa Gravina : Ilma
- Lolly Berti : caissière